# Festival de Cinema de Cracóvia

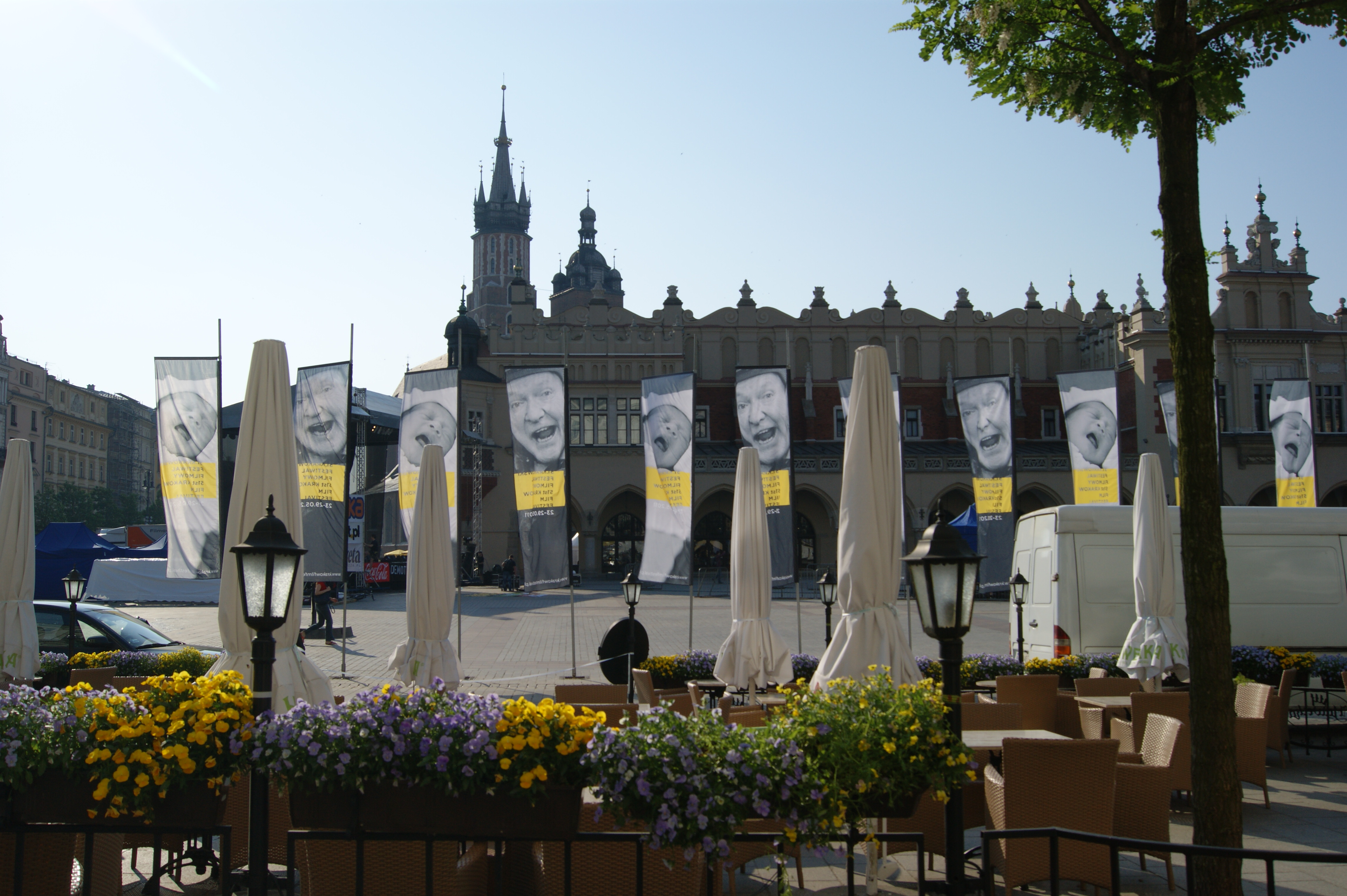
Festival de Cinema de Cracóvia 2011, faixas, Praça do Mercado Principal, Cracóvia, Polônia.

Festival de Cinema de Cracóvia (em polaco: Krakowski Festiwal Filmowy)  é um festival de cinema dedicado às curtas-metragens, de ficção, de animação ou documentário. Ocorre anualmente entre fins de maio e princípios de junho, na cidade de Cracóvia, Polónia.
O Festival apresenta, também, uma retrospectiva da obra de diferentes escolas de Cinema Polaco, ateliês, debates, conferências, exposições e concertos.

## História
A primeira edição do Festival teve lugar em 1961, então sob o nome de Festival Polaco de Curtas-Metragens (em polaco Ogólnopolski Festiwal Filmów Krótkometrażowych). Três anos depois adota o nome atual, em virtude de se ter tornado um festival internacional.